# Траут-Лейк (Миннесота)
Траут-Лейк (англ. Trout Lake) — тауншип в округе Айтаска, Миннесота, США. На 2010 год его население составило 1087 человек.
Название тауншипа произошло от озера на его территории.

## География
По данным Бюро переписи населения США площадь тауншипа составляет 89,8 км², из которых 79,1 км² занимает суша, а 10,7 км² — вода (11,91 %).

## Население
В 2010 году на территории тауншипа проживало 1087 человек (из них 52,5 % мужчин и 47,5 % женщин), насчитывалось 441 домашнее хозяйство и 331 семья. На территории города было расположено 523 постройки со средней плотностью 5,8 построек на один квадратный километр суши. Расовый состав: белые — 97,7 %, коренные американцы — 0,6 %, две и более рас — 1,2 %.
Население города по возрастному диапазону по данным переписи 2010 года распределилось следующим образом: 24,5 % — жители младше 21 года, 60,3 % — от 21 до 65 лет, и 15,2 % — в возрасте 65 лет и старше. Средний возраст населения — 61,5 лет. На каждые 100 женщин в Траут-Лейке приходилось 110,7 мужчин, при этом на 100 совершеннолетних женщин приходилось уже 106,5 мужчин сопоставимого возраста.
Из 441 домашнего хозяйства 75,1 % представляли собой семьи: 66,2 % совместно проживающих супружеских пар (20,9 % с детьми младше 18 лет); 5,4 % — женщины, проживающие без мужей, 3,4 % — мужчины, проживающие без жён. 24,9 % не имели семьи. В среднем домашнее хозяйство ведут 2,46 человека, а средний размер семьи — 2,79 человека. В одиночестве проживали 20,9 % населения, 8,0 % составляли одинокие пожилые люди (старше 65 лет).
В 2014 году из 891 человека старше 16 лет имели работу 553. В 2014 году медианный доход на семью оценивался в 70 179 $, на домашнее хозяйство — в 63 750 $. Доход на душу населения — 29 218 $ в год.